# Lola Álvarez Bravo
Lola Álvarez Bravo, ursprungligen Dolores Martinez de Anda, född 1907 i Jalisco, Mexiko, död 1993, var en mexikansk fotograf. Hon hade en nyckelroll (tillsammans med sin make Manuel Álvarez Bravo, Tina Modotti, Frida Kahlo och Diego Rivera) i Mexikos renässans efter revolutionen.